# Nwankwo Kanu
Nwankwo Kanu, född 1 augusti 1976 i Owerri, är en nigeriansk före detta fotbollsspelare.
Kanu blev utsedd till Afrikas bästa fotbollsspelare 1996 och 1999. Mellan 1994 och 2010 spelade han 86 matcher och gjorde 13 mål för det nigerianska landslaget. Han deltog bland annat i OS 1996, tre VM-turneringar (VM 1998, VM 2002 och VM 2010) och tre afrikanska mästerskap (afrikanska mästerskapet 2006, afrikanska mästerskapet 2008 och afrikanska mästerskapet 2010). Efter VM 2010 valde han att sluta i landslaget.
I klubblagssammanhang har han bland annat representerat Ajax, Inter, Arsenal och Portsmouth FC. Kanu avgjorde 2007/2008 års FA-cupfinal för Portsmouth mot Cardiff, genom att göra mål på en målvaktsretur.